# Stantonia xiangqianensis
Stantonia xiangqianensis är en stekelart som beskrevs av Chen, He och Ma 2004. Stantonia xiangqianensis ingår i släktet Stantonia och familjen bracksteklar. Inga underarter finns listade i Catalogue of Life.